# Paul Bolland
Paul Bolland (Saint-Remy, 17 september 1939) is een Belgisch voormalig politicus voor de PS.

## Levensloop
Paul Bolland liep school aan het koninklijk atheneum van Visé en studeerde klassieke filologie aan de Universiteit van Luik. Na zijn dienstplicht was hij van 1961 tot 1977 leraar Grieks en Latijn aan het Athénée Félicien Beauffort (Jonfosse) en het Athéné Maurice Destenay (Saucy) in Luik.
Hij was van 1974 tot 1977 provincieraadslid van Luik voor het kanton Dalhem, van 1977 tot 1981 gemeenteraadslid en eerste schepen van Dalhem en van 1981 tot 1990 provincieraadslid en gedeputeerde van Luik, bevoegd voor financiën, niet-onderwijzend personeel en sport. In 1977 werd hij eveneens nationaal secretaris van de Franstalige afdeling van de BSP-PSB (later PS). Voorts was hij van 1979 tot 1981 secretaris en van 1986 tot 1889 voorzitter van de Luikse PS-federatie.
In 1990 werd Bolland gouverneur van Luik, een functie die hij tot 2004 uitoefende. Hij was ook betrokken bij de oprichting van het Maison de la Presse in Luik en vicevoorzitter van de Autonome Haven van Luik.
Hij is de vader van Marc Bolland, burgemeester van Blegny, Waals Parlementslid en lid van het Parlement van de Franse Gemeenschap.
Bolland is auteur van verschillende werken over de geschiedenis van Blegny. Daarnaast heeft hij meerdere toneelstukken geschreven in het Waals-Luikse dialect, waaronder een bewerking van een toneelstuk over Het dagboek van Anne Frank. Ook was hij voorzitter van de wielerclub RC Pesant Club Liégeois en bestuurder van het Théâtre du Trianon.